# Volkswagen Arena
Volkswagen Arena je višenamjenski stadion koji se nalazi u njemačkom gradu Wolfsburgu te je dom bundesligaša VfL Wolfsburga. Službeno je otvoren 13. prosinca 2002. te je zamijenio stariji VfL-Stadion. Cijena njegove izgradnje iznosila je 53 milijuna eura a ime je dobio po glavnom sponzoru, automobilskom gigantu Volkswagenu koji ondje ima sjedište i tvornicu. Na starom terenu svoje domaće utakmice igra amaterska momčad kluba.

## Stadion
Na ovom stadionu VfL Wolfsburg je u sezoni 2008./09. osvojio svoju prvu Bundesligu. Također, klub je ondje 15. rujna 2009. odigrao svoju prvu utakmicu Lige prvaka i to protiv moskovskog CSKA kojeg je pobijedio hat-trickom brazilskog napadača Grafitea.
2011. godine stadion je bio jedan od domaćina Svjetskog prvenstva u nogometu za žene.
Osim nogometa, stadion služi i za održavanje koncerata tako da je na njemu svoje koncerte imali Anastacia (2005.) i Elton John (2006.).

## Odigrane nogometne utakmice na stadionu
| 1. lipnja 2003.                          |     |             |                                                                             |
| Njemačka                                 | 4:1 | Kanada      | Volkswagen Arena, Wolfsburg Gledatelja: 23.000 Sudac: Tritschler (Njemačka) |
| Ramelow 41' Freier 52' Bobic 61' Rau 90' |     | McKenna 20' | Volkswagen Arena, Wolfsburg Gledatelja: 23.000 Sudac: Tritschler (Njemačka) |

| 3. lipnja 2006. |     |              |                                                                                |
| Hrvatska        | 0:1 | Poljska      | Volkswagen Arena, Wolfsburg Gledatelja: 10.000 Sudac: Florian Meyer (Njemačka) |
|                 |     | Smolarek 54' | Volkswagen Arena, Wolfsburg Gledatelja: 10.000 Sudac: Florian Meyer (Njemačka) |

## Vanjske poveznice
- Informacije o stadionu